# 普罗旺斯地区卡努
普罗旺斯地区卡努（法語：Carnoux-en-Provence，法語發音：[kaʁnu ɑ̃ pʁɔvɑ̃s]）是法国普罗旺斯-阿尔卑斯-蓝色海岸大区罗讷河口省的一个市镇，属于马赛区。

## 地理
普罗旺斯地区卡努（43°15'23"N, 5°33'52"E）面积3.45 平方千米，位于法国普罗旺斯-阿尔卑斯-蓝色海岸大区罗讷河口省，该省份为法国东南部沿海省份，北起沃克吕兹省，西接加尔省，南濒地中海，东临瓦尔省。
与普罗旺斯地区卡努接壤的市镇（或旧市镇、城区）包括：欧巴涅、卡西、罗克福尔-拉贝杜勒。

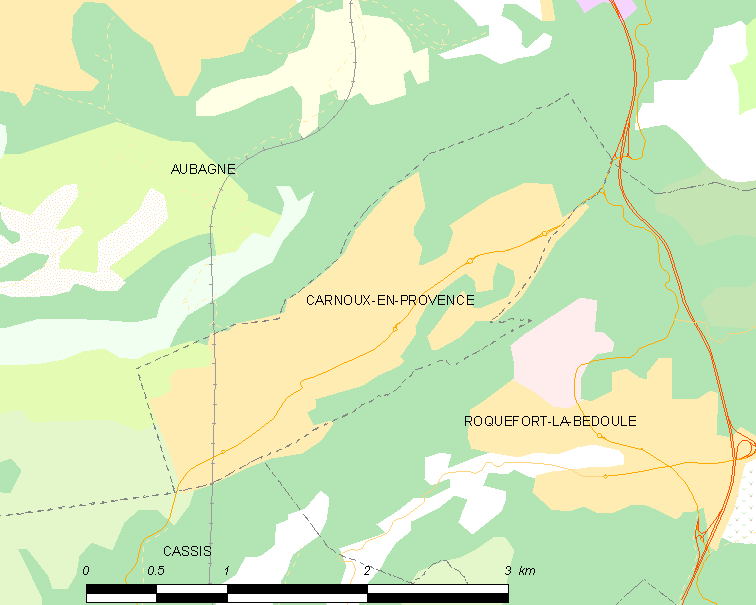
普罗旺斯地区卡努的OSM定位图

普罗旺斯地区卡努的时区为UTC+01:00、UTC+02:00（夏令时）。

## 行政
普罗旺斯地区卡努的邮政编码为13470，INSEE市镇编码为13119。

## 政治
普罗旺斯地区卡努所属的省级选区为拉西奥塔县。

## 人口

1962-2008年间普罗旺斯地区卡努人口变化图示

普罗旺斯地区卡努于2022年1月1日时的人口数量为6872人。